# Немања Милисављевић
Немања Милисављевић (Брус, 1. новембра 1984) српски је фудбалер. Играо је за омладинску репрезентацију Србије и Црне Горе.

## Каријера
Милисављевић је своје прве сениорске наступе уписао у дресу нишког Радничког, где је најпре био у периоду од 2002. до 2005. године. После тога је прешао у ОФК Београд, али се током 2006. вратио у Раднички, као позајмљени играч.
Године 2007. отишао је у Работнички из Скопља, са којим је у сезони 2007/08. освојио дуплу круну. Играо је и за Вардар, а потом прешао у румунски Васлуј. Ту је играо од 2009. до 2012. године. Након Румуније, играо је и у Бугарској, носећи дресове Лудогореца, ЦСКА из Софије, те Берое из Старе Загоре.
После полусезоне коју је провео у Копаонику из родног Бруса, Милисављевић је потписао за крушевачки Напредак. Током такмичарске 2017/18, забележио је 20 утакмица у Суперлиги Србије, од којих 6 у стартној постави. Клуб је напустио наредног лета, после годину дана, а затим је приступио екипи Трајала, која се претходно пласирала у Прву лигу Србије.

## Трофеји и признања
Работнички
- Прва лига Македоније : 2007/08.[13]
- Куп Македоније : 2007/08.[14]

Лудогорец Разград
- Прва лига Бугарске : 2012/13.[15]

Копаоник Брус
- Куп Расинског округа : 2016/17.[9]

Трајал
- Српска лига Исток: 2021/22.[16]
- Куп Расинског округа: 2022.[17]
- Куп региона Јужне и источне Србије: 2018.[18]